# Lisnówko
Lisnówko – wieś w Polsce położona w województwie kujawsko-pomorskim, w powiecie grudziądzkim, w gminie Świecie nad Osą, przy trasie zawieszonej obecnie linii kolejowej Kisielice-Jabłonowo Pomorskie.

## Podział administracyjny
W latach 1975–1998 miejscowość administracyjnie należała do województwa toruńskiego.

## Demografia
Według Narodowego Spisu Powszechnego (III 2011 r.) wieś liczyła 362 mieszkańców. Jest piątą co do wielkości miejscowością gminy Świecie nad Osą.